# 長津宗重
長津 宗重（ながつ むねしげ、1955年 - ）は、日本の歴史学者。宮崎県教育庁文化課埋蔵文化財係主査。

## 略歴
1979年（昭和54年）、九州大学文学部卒業。花弁形竪穴建物など、宮崎県内に特徴的な遺構の研究が知られる。

## 共著
- 『宮崎県の歴史』（山川出版社、1999年）

## 論文
- 「日向型間仕切り住居研究序説」『宮崎学園都市遺跡発掘調査報告書』第2集 1985年
- 「日向」『前方後円墳集成 九州編』（山川出版社、1992年）